# Antonio Tibaldi

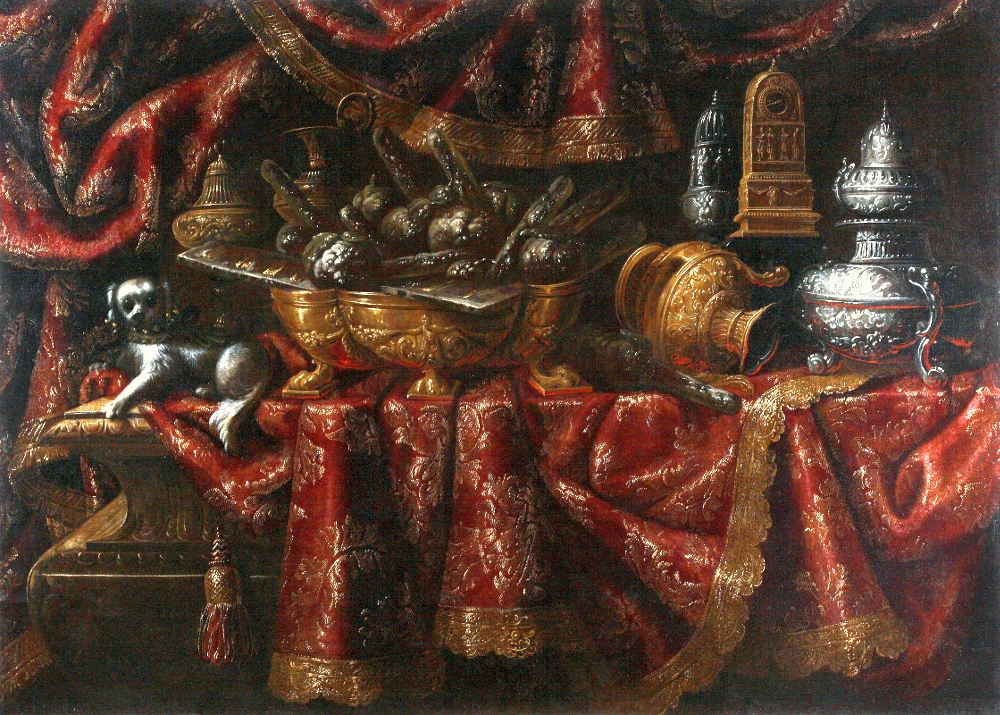
Natura morta con un cane, Museo nazionale di Kielce

Antonio Tibaldi detto il Conte o Antonio Conti (Roma, 1633 – Roma, 8 marzo 1684) è stato un pittore italiano, specializzato in nature morte.

## Vicenda critica
La ricostruzione della personalità artistica del Tibaldi, il cui catalogo era in precedenza assegnato a Francesco Noletti detto il Maltese, è una conquista recente della critica, iniziata tra gli anni '90 e i primi anni '2000 e consolidatasi con un esaustivo articolo monografico solo nel 2021. Contribuiva fortemente alla confusione tra i due pittori la scarsa conoscenza del Maltese, il cui nome si credeva fosse, sulla scia del Félibien, Francesco Fieravino, e a cui si attribuivano opere sue, del Tibaldi e di Benedetto Fioravanti. Il nome del Tibaldi, non ricordato dalle fonti, è stato notato solo nel 1990, anno in cui sono state battute all'asta da Christie's due nature morte di sua mano, una delle quali portava la sua firma.
Numerose opere sono passate presso importanti case d'asta a partire dal 1987 (Finarte, Milano); tra le principali, per quattro volte presso Christie's (Londra 1990, 1998, Milano 2007, Londra 2010) e due, più recenti, presso Dorotheum (Vienna 2018 e 2022), raggiungendo, per i pezzi migliori, quotazioni rilevanti. Intorno ad alcune di queste opere, variamente firmate ("IL Tibaldi. Romano", "Ant[onio] Tibaldi", "il Conte Tibal[di]", "Il Conte Antonio Tibaldi"), è stato ricostruito il catalogo dell'artista, che comprende ad oggi svariate decine di opere, tutte nature morte, tra cui dieci conservate in istituzioni museali: cinque tele in musei francesi (due al Musée Fesch di Ajaccio, due al Musée des Beaux-Arts di Nantes e una al Musée d’Art et d’Histoire di Narbonne), tre tele nel Museo Piersanti di Matelica, una a Palazzo Madama a Torino e infine una in Polonia nel Muzeum Narodowe di Kielce. Ricognizioni negli archivi hanno quindi portato alla ricostruzione della sua biografia grazie agli stati delle anime della parrocchia di Santa Maria del Popolo, nel cui territorio per tutta la vita abitò, e hanno provato la presenza di alcune sue opere nel Seicento nella collezione Colonna.

## Biografia[12]

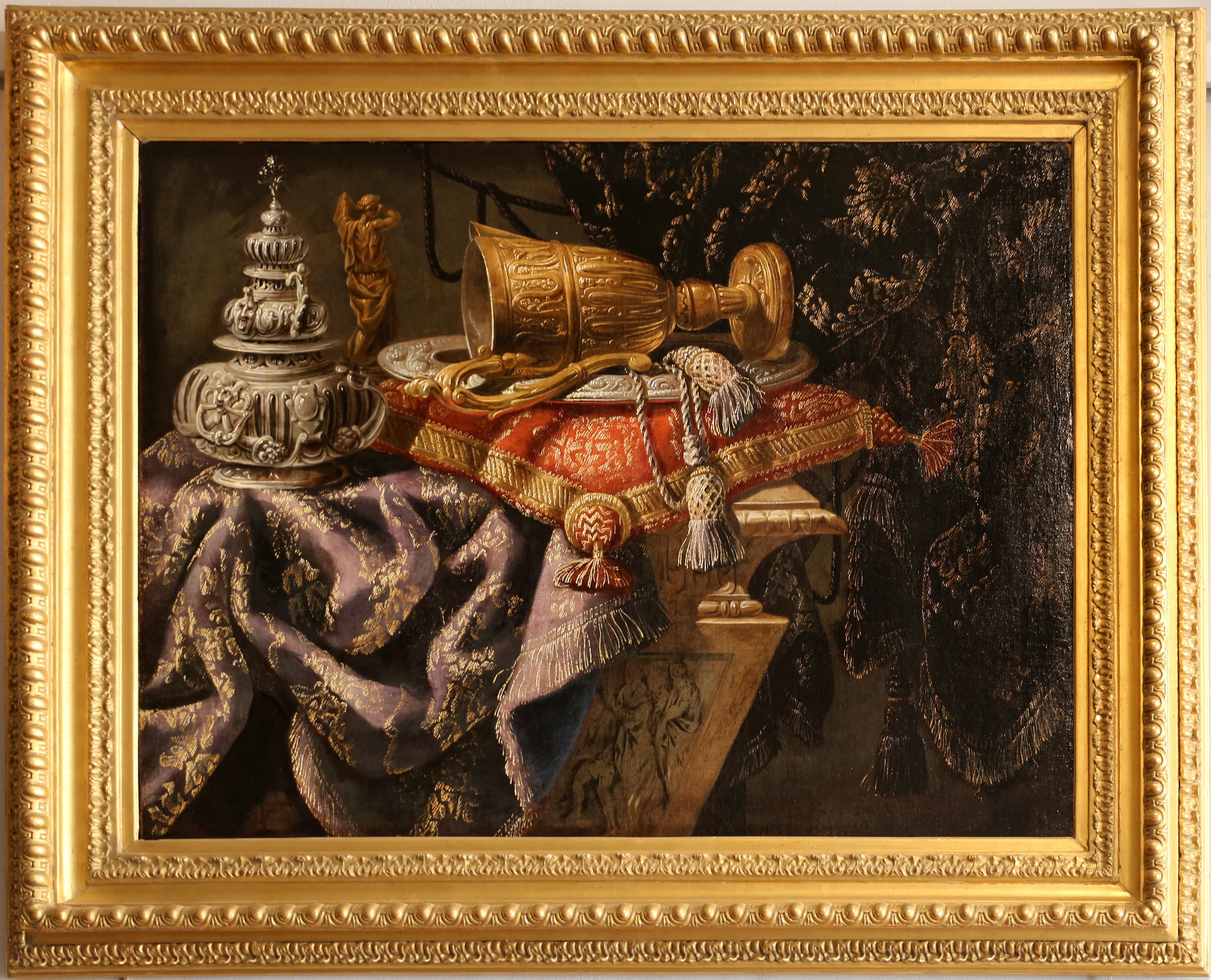
Natura morta, Museo Fesch di Ajaccio

Antonio Tibaldi nacque, con buona dose di certezza, nel 1633, figlio del romano Innocenzo Tibaldi e di sua moglie Caterina Placida, originaria di Rieti. La famiglia era residente in Via del Babuino e nella stessa zona Antonio abitò per tutta la vita, sia prima che dopo il matrimonio. Il 3 gennaio 1652 morì il padre Innocenzo e più avanti nello stesso anno anche la madre Caterina; il 4 agosto 1654 Antonio sposò Isabella (o Elisabetta) Barberi, figlia dello scalpellino carrarese Giacomo che alcuni anni dopo divenne, oltre che suocero, suo cognato, sposando sua sorella minore Francesca. Da Isabella Antonio ebbe numerosi figli, di cui otto sopravvissero ai primi anni di vita.
Premesso che il Tibaldi nacque e crebbe nelle vicinanze delle principali botteghe di pittura di genere dell'epoca, non si hanno tuttavia notizie su come egli si avvicinò alla pittura, né quando ciò accadde; certamente, per motivi anagrafici, l'inizio della sua attività dovette datare almeno al principio degli anni Cinquanta del Seicento (e si ricordi che nel 1652 rimase orfano, con la conseguente responsabilità di mantenere se stesso e la sorella). La qualifica di "pictor" è accostata al suo nome per la prima volta negli stati delle anime di Santa Maria del Popolo solo nel 1664; tuttavia, è importante notare che già nel 1660 il Tibaldi fece da testimone a un matrimonio insieme ad Angelo Stanchi, anch'egli pittore naturamortista: ciò vale forse ad indicare un già avvenuto inserimento nella comunità romana dei pittori di genere.

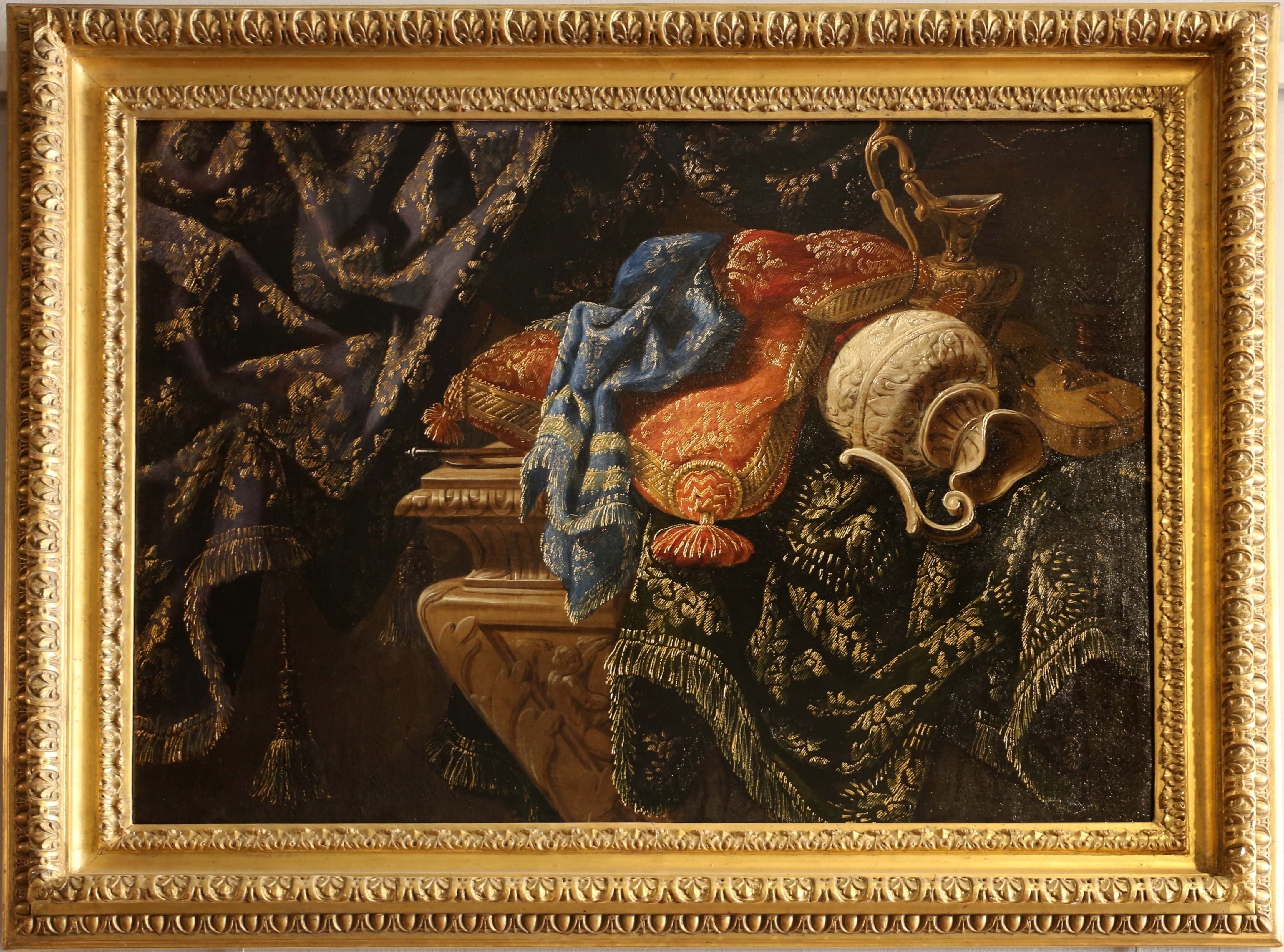
Natura morta, Museo Fesch di Ajaccio, pendant della precedente

Documentato come pittore dunque dal 1664, al 1666 risale la prima testimonianza, che prova però una consuetudine pregressa, dei contatti, evidenti nelle opere, con il naturamortista Carlo Manieri, che abitava nella sua stessa via, anch'egli seguace del Maltese: il 22 agosto di quell'anno Isabella, la moglie di Antonio, tenne a battesimo Bartolomea Manieri, figlia di Carlo. Nel 1667 appare per la prima volta con il soprannome con cui firmò numerose sue opere: negli stati delle anime è citato come "Antonio Conti Pittore Romano". Al 1668 risale invece la prima menzione del Tibaldi nei registri di Pellegrino Peri, noto mercante d'arte che era, all'epoca, il promotore principale di quasi tutti i pittori di genere di Roma. Con lui, che varie volte gli prestò denaro e che fu anche protettore del Manieri, avviò una collaborazione durata probabilmente fino alla morte di Antonio, avvenuta l'8 marzo 1684 all'età di cinquantuno anni. 
L'artista riscosse in vita un certo successo presso le famiglie principesche romane, probabilmente grazie alla mediazione del Peri: negli inventari della collezione Colonna sono ricordate quattro sue opere e altre due passate all'asta nel 2008-2009 provenivano dalla collezione Costaguti. Dagli stemmi dipinti, si possono riconoscere inoltre nei Chigi e nei Barberini i committenti di altri quattro quadri del Tibaldi.

## Opere e stile

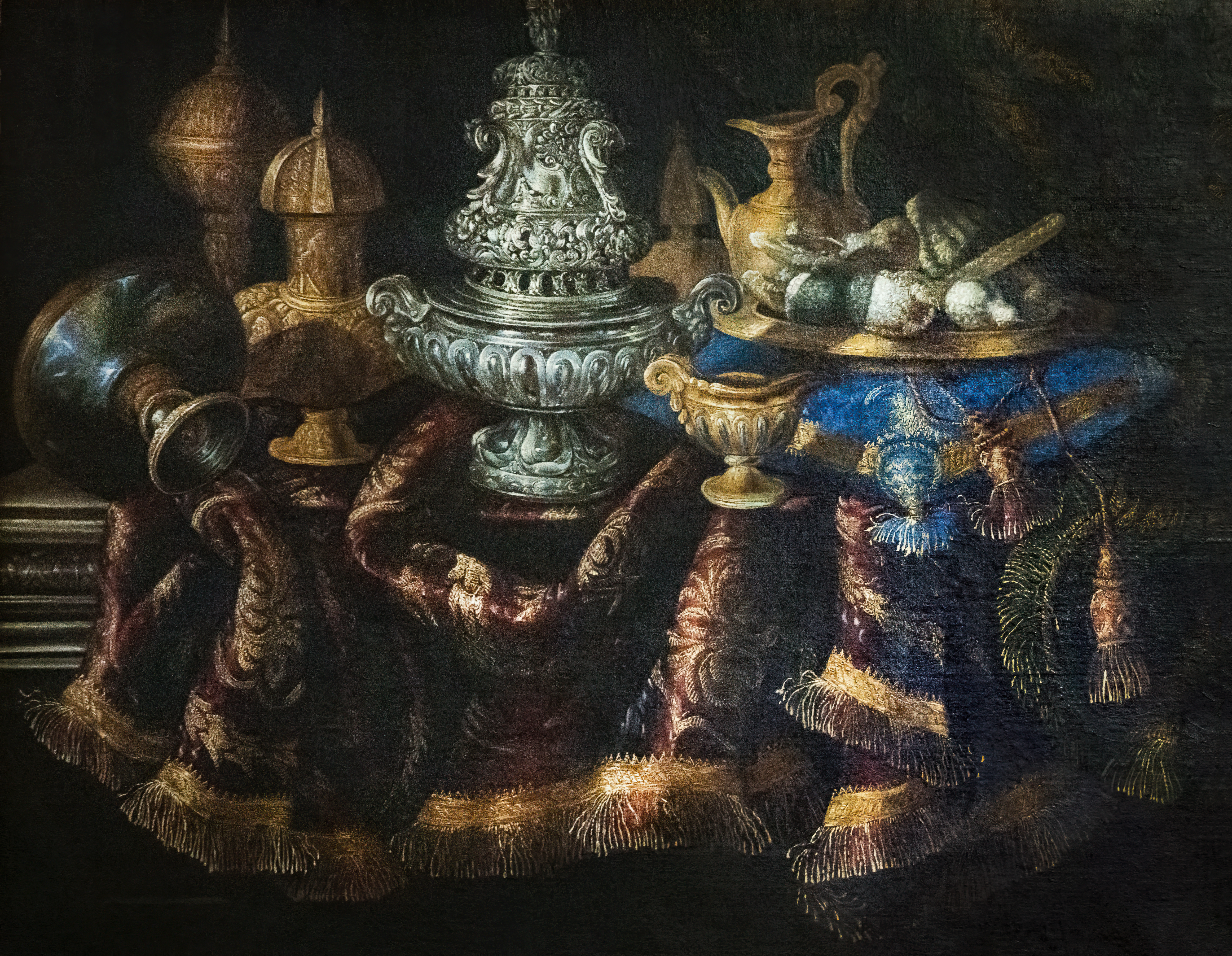
Natura morta del Tibaldi conservata al Museo di Narbonne

Tutte le opere ad oggi note di Antonio Tibaldi sono estremamente simili tra loro per stile e soprattutto per i soggetti, che le rendono facilmente riconoscibili: si tratta sempre di nature morte caratterizzate dalla presenza di tappeti, drappi di broccato e tendaggi, generalmente posti a coprire bassorilievi marmorei, su cui sono poggiati armi e armature, vasellame d'argento o di altri metalli pregiati, libri, strumenti musicali e vivande; spesso sono presenti animali vivi come pappagalli e, soprattutto, cani di piccola taglia. Sono nature morte la cui derivazione, sia a livello stilistico che tematico, da quelle di Francesco Noletti, di cui il Tibaldi fu seguace, è innegabile. La tavolozza, come quella del Maltese, è interamente attestata su toni caldi, in cui predomina il rosso in tutte le sue sfumature; i tentativi però del Tibaldi di imitare il Noletti anche nella resa degli effetti di luce sui panni pregiati che dipinge e sui diversi materiali, come i lustri sulle armature, non giungono al suo livello qualitativo.